# 杜博維夫卡
49°21′42″N 38°51′13″E / 49.36167°N 38.85361°E
杜博維夫卡（烏克蘭語：Дубовівка）是位於烏克蘭東部的村莊，由盧甘斯克州舊比利斯克區的舊比利斯克市鎮負責管轄。該村處於比拉河畔，始建於1966年，面積0.62平方公里，海拔高度61米，2001年人口104。